# Breaking the Habit
Breaking the Habit is een door elektronica beïnvloed nummer van rockband Linkin Park. Het is uitgebracht als de zesde en laatste single van hun tweede studioalbum Meteora.

## Achtergrondinformatie
Breaking the Habit wordt gedragen door snaarinstrumenten en het basspel en in tegenstelling tot andere singles, is er geen gitaardistortie in. Ook bevat het nummer voor het eerst, geen vocalen van Mike Shinoda. In een interview met tijdschrift Kerrang!, zei Shinoda dat het nummer oorspronkelijk een ruim tien minuten durende instrumentale track zou worden, maar hij werd overgehaald om dit een volwaardige nummer te maken.
Een veel voorkomende misverstand over dit nummer is dat het geschreven is over zanger Chester Bennington, terwijl bandlid Mike Shinoda sinds 1997 aan dit nummer werkte, toen Mark Wakefield nog de zanger van de band was. De reden van deze misvatting is voor een groot deel vanwege het feit dat Bennington een verleden van drugsgebruik en seksuele mishandeling heeft. Het nummer heeft meerdere betekenissen en is niet speciaal op het woordje habit, verslaving gebaseerd.

## Videoclip
De videoclip, een regiesamenwerking tussen Joseph Hahn en Kazuto Nakazawa, is een anime-animatie. De video is opgenomen doordat de band eerst voor een scherm het nummer speelde en dat is toen gerotoscopeerd. De animatiestijl lijkt op Kid's Story van The Animatrix (2003) en de animatie in Kill Bill Vol. 1 (2003). Deze video won de MTV VMA Viewer's Choice Award.
De videoclip begint met een man die op het dak van een auto ligt, omgeven door heel wat mensen. De man stierf vanwege een val van grote hoogte en men ziet politiemensen die de oorzaak proberen te vinden. Dan richt de video zich op andere karakters die vechten met depressie of die zitten met frustraties over hun leven. Rook komt op waarop Bennington te zien is. Vanaf dan wordt de video in zijn achteruit afgespeeld. Het lichaam van de man schiet omhoog naar het dak van een groot gebouw en daaruit blijkt de persoon Bennington zelf was. Daar op het dak is de band aanwezig die daar het nummer speelt. Of Bennington door een ongeluk of een zelfmoordpoging van het dak af is gesprongen blijft onbekend.
Chesters gezicht is 29 keer te zien voor de eindscène waar de gehele band te zien is.

## Tracklist
Alle muziek en teksten zijn geschreven door Linkin Park. 
| Nr. | Titel                      | Duur  |
| --- | -------------------------- | ----- |
| 1.  | Breaking the Habit         | 03:16 |
| 2.  | Crawling (live)            | 03:30 |
| 3.  | Breaking the Habit (video) | 03:16 |

### Special Edition
Er is ook een Special Edition verschenen, die onder andere een de videoclip, een alternatieve videoclip en een manga van de clip bevat. Deze is alleen per import verkrijgbaar, gezien om een release gaat die alleen in Japan verkrijgbaar is. De videoclip is een oefensessie van de band in de studio.

## Live
Het duurde een poos voordat het nummer live uitgevoerd kon worden, vanwege het thema dat niet makkelijk voor Bennington was. Echter, tijdens het Smokeout Festival in Californië, Verenigde Staten op 15 november 2003, werd het nummer als verrassing voor het eerst gespeeld. Dit is lang, gezien de eerste nummers van Meteora al in februari werden gespeeld. Bennington zei voor het spelen van het nummer dat ze het nummer nooit live zouden spelen. In 2004 begon de band het nummer met een keyboardintro te spelen, waarbij Bennington het eerste couplet en refrein zong. Deze intro, gespeeld door Shinoda, bestond uit de kenmerkende midi-tonen op de keyboard gespeeld. Vervolgens begon het nummer en zong de zanger deze opnieuw. In 2006, tijdens het Summer Sonic Festival in Tokio, Japan, speelde de band voor het eerst sinds een lange pauze, waarbij de setlist volledig werd omgegooid en Breaking the Habit het afsluitende nummer werd. Deze had voor het eerst een keyboardoutro, waarbij het laatste refrein werd gezongen. De keyboardintro werd vanaf 2007 aangepast en neigde meer naar een kleine solo om vervolgens weer naar de 'originele' intro over te gaan. Ook de outro werd aangepast, in plaats van de opnieuw gebruikelijke maar kenmerkende miditonen, gingen de in het nummer gebruikte synthtonen door, waar Bennington weer over zong.

## Andere verschijningen
Het nummer is in de live-uitvoering verschenen op de fanclub-ep's Linkin Park Underground 4.0, Linkin Park Underground 5.0 en Linkin Park Underground 6.0, allen met een keyboardintroductie. LPU 6.0 bevat tevens een keyboardoutro. De demo van het nummer, Drawing getiteld, staat op de negende editie. Verder staat de studioversie op de compilatie Festival van Warner, uit 2005.

## NPO Radio 2 Top 2000
| Nummer met noteringen in de NPO Radio 2 Top 2000 | '14 | '15 | '16 | '17 | '18 | '19 | '20 | '21 | '22 | '23 | '24 |
| ------------------------------------------------ | --- | --- | --- | --- | --- | --- | --- | --- | --- | --- | --- |
| Breaking the Habit                               | 704 | 578 | 882 | 398 | 483 | 569 | 622 | 533 | 504 | 533 | 450 |

1. ↑  Een vetgedrukt getal geeft de hoogste notering aan.
2. ↑  2014 was het eerste jaar met een notering voor dit nummer.